# Ichneumon grossulariatae
Ichneumon grossulariatae är en stekelart som beskrevs av Franz Paula von Schrank 1802. Ichneumon grossulariatae ingår i släktet Ichneumon och familjen brokparasitsteklar. Inga underarter finns listade i Catalogue of Life.